# オード・ウィンゲート
オード・チャールズ・ウィンゲート（Orde Charles Wingate、1903年2月26日 - 1944年3月24日）は、イギリス陸軍の将校。陸軍少将。
第二次世界大戦中ビルマ戦線において英印軍特殊空挺部隊チンディットを編成した事で知られる。殊功勲章(DSO)を三度授与されており、殊勲者公式報告書にも記載された。

## 生涯
ウィンゲートは、近代的なゲリラ戦の創始者の一人と言われており、彼の初期の型破りで不規則なゲリラ戦部隊の運用に関するアイデアは東アフリカの戦いにおいて成功し、新たに新設された特殊空挺部隊でも同様の敵前線後方で活動する手法が使われた。ウィンゲートは後にビルマでも同じテクニックを使用した。彼の長距離浸透技術は、軍事戦略と戦術に大きな影響を与えた。
またウィンゲートは、シオニズムの支援を行った事でも知られる。敬虔なクリスチャンであったウィンゲートは、パレスチナにユダヤ人コミュニティによるユダヤ人国家を形成する事を自身の宗教的・道徳的な義務としていた。
1936年に着任したイギリス委任統治領パレスチナにおいては、ユダヤ人民兵組織ハガナーを訓練する組織を設置し、これらは後の1948年イスラエル国家設立と共にイスラエル国防軍の母体となった。
ウィンゲートは1936年-1939年のアラブ大反乱でユダヤ人を指揮した事で、ユダヤ人の間で"The Friend（友）"と広く知られる事となった。同じようにアラブ反乱を支援し、映画「アラビアのロレンス」のモデルとなったイギリスの情報将校T・E・ロレンスは従兄弟にあたる。
第二次世界大戦勃発後はスーダンに赴任し、イタリア王国に占領されたエチオピアを解放すべくウィリアム・プラット将軍のもと編成されたエチオピア人パルチザン部隊「ギデオン・フォース」に所属した。東アフリカ地域がイギリス軍によって制圧されると階級を降格された事や悪性のマラリアに罹患した事で一時は自殺を図る事さえあったため、静養のため一度英本国に帰国している。
その後、東アフリカ戦線での報告書を目にしたチャーチル首相の推薦によってビルマに転任した。彼は「ギデオン・フォース」で得た経験を基に特殊部隊チンディットを創設し、ビルマを支配下に置く日本軍の補給線を脅かし続け、軍内では｢ビルマのクライブ｣というあだ名すらつけられた。しかし、1944年3月24日、チンディットの秘匿拠点を空中から視察すべくB-25に搭乗しインパールの飛行場を飛び立ったところ、事故によって墜落死した。

## 参考
1. ↑  Gazette & 34551; Gazette & 35396; Gazette & 36120
2. ↑  Gazette & 35120.
3. ↑  Thompson, Julian F. (2001). The Imperial War Museum Book of War Behind Enemy Line. Brasseys. p. 202-232. ISBN 9781574883817
4. ↑  Anglim, Simon (September, 2006). “Orde Wingate, 'guerrilla' warfare and long-range penetration, 1940-44” {{cite news}}: |date=の日付が不正です。 (説明)⚠(要購読契約)
5. ↑  “The Zionism of Orde”, Covenant, 3, IDC.
6. ↑  Pappé 2006, p. 16.
7. ↑  “With Wingate in Abyssinia”. The Palestine Post. (1944年12月22日) 2012年1月10日閲覧。